# Adolf Fryderyk III
Adolf Fryderyk III (ur. 7 czerwca 1686 w Strelitz, zm. 11 grudnia 1752 w Neustrelitz) – książę Meklemburgii-Strelitz. Jego władztwo było częścią Świętego Cesarstwa Rzymskiego Narodu Niemieckiego.

## Życiorys
Był najstarszym synem pierwszego księcia Meklemburgii-Strelitz Adolfa Fryderyka II i jego pierwszej żony księżnej Marii.
Na tron wstąpił po śmierci ojca 5 czerwca 1708. Za jego panowania doszło do pożaru miasta stołecznego Strelitz i znajdującego się nim zamku książęcego (1712). Następnie wybudowano nową stolicę – Neustrelitz.
16 kwietnia 1709 poślubił księżniczkę Schleswig-Holstein-Sonderburg-Plön Dorotę. Para miała dwie córki:
- księżniczkę Marię Zofię (1710-1728)
- księżniczkę Magdalenę Krystynę (1711-1713)

Po śmierci monarchy jego następcą został bratanek Adolf Fryderyk IV.
6 czerwca 1731 został odznaczony duńskim Orderem Słonia.